# 三河鉄道デ150形電車
三河鉄道デ150形電車（みかわてつどうデ150がたでんしゃ）は、三河鉄道に在籍した通勤形電車。筑波鉄道の木造客車を三河鉄道がサハ21号として購入し、電車化改造の上使用されていたものである。後年三河鉄道が名古屋鉄道（名鉄）へ吸収合併されたことに伴い、モ1090形と改称された。
本項では同様の経緯で誕生したサハフ31号電車（サハフ31ごうでんしゃ。名鉄合併後はサ2120形→ク2120形と改称）についても記述する。

## 種車の概要
元々は筑波鉄道が路線延長と電化を計画し、1925年から1927年に増備した日本車輌製造製の木造客車である。この客車2形式（ナハフ100形101 - 105、ナロハ200形201 - 204）は、当初から電車と同様の車体構造で製造されており、必要があれば電装品を搭載して電車に改造可能であった。しかし不況の影響と路線近傍の柿岡にある地磁気観測所での観測に直流電化が悪影響を与えるという理由で、路線延長と電化計画は中止となった。この電車形客車は蒸気機関車に牽引されて運転された。1937年、筑波鉄道はガソリンカーを導入すると、これらの電車形客車は余剰となる。

## 三河鉄道へ
三河鉄道は利用者の増大のため、緊急で車両を確保する必要があった。そこで筑波鉄道の車両を購入し、付随車として運用することにした。1941年（昭和16年）、名古屋鉄道（名鉄）が三河鉄道を合併し、これらの車両も名鉄に引き継がれた。

### サハ21号・デ150形
1940年（昭和15年）購入。1927年に製造されたナロハ200形（203）が前身で車番はサハ21としたが、すぐに電動車化されデ150形（151）に改番された。ダブルルーフの木造客車で、ガーランド形ベンチレーターを装備する。側面窓配置は「1121D212D212E（D：客用扉、E：乗務員扉）」で、2枚の客用扉が車体中央寄りに配置されていた。
名鉄合併後はモ1090形（1091）となり、三河線で継続使用された。晩年は外板を鉄板で補強していた。1958年（昭和33年）に廃車となり、3700系に電装品を譲渡している。

### サハフ31号
1939年（昭和14年）購入。1927年に製造されたナハフ100形（101）が前身で車番はサハフ31とした。名鉄合併後はサ2120形（2121）となり、1951年（昭和26年）の制御車化改造でク2120形（2121）となった。ダブルルーフの木造客車で、当初は運転室がなかったが、制御車改造の際に新設された。運転室・乗務員扉設置後の側面窓配置は「1E2D12121D22（D：客用扉、E：乗務員扉）」。客室区画から強引に新設した運転室は狭く、乗務員に不評だったという。台車は当初鉄道省規格のものであったが、1952年頃にボールドウィン型に換装されている。
名鉄合併後はモ3100形（3031）と編成を組んで三河線で継続使用された。その後、1958年（昭和33年）に降圧改造・制御車化改造を受けて600V線区用制御車となり、瀬戸線に転属した。瀬戸線ではモ200形やモ250形などと編成を組み、1965年（昭和40年）まで運用された。晩年は車体を鉄板で補強しており、窓の小ささによる車内の薄暗さも相まって、瀬戸線の乗務員には「棺桶電車」と揶揄された。
廃車後、ク2121のボールドウィン型台車はク2300形2301に転用された（ク2301が元々装備していたブリル型台車はモ3751製造に転用された）。